# Verrijn Stuartweg (metrostation)
Verrijn Stuartweg is een metrostation van de Amsterdamse metro, maar gebouwd op het grondgebied van de gemeente Diemen. Het is gelegen op de grens van het industriegebied en aan de andere kant de voormalige kantorenwijk nu woonwijk Bergwijkpark en Holland Park. 

## Metrostation
Het bovengrondse metrostation opende op 14 oktober 1977 en maakt sindsdien deel uit van Amsterdamse metrolijn 53 (Gaasperplaslijn). Het station lag er echter al eerder; er werden sinds 1973 al testritten met stops verzorgd. Ten oosten van metrostation Verrijn Stuartweg bevindt zich sinds 1979 de lijnwerkplaats van de metro en daarnaast de in 1996 gereedgekomen Hoofdwerkplaats Diemen-Zuid van de Amsterdamse tram die nu één geheel vormen. Tot de komst van een voetbrug over het opstelterrein van de metro was het station van uit het industriegebied voor voetgangers alleen met een grote omweg bereikbaar. Ten westen van het station bevindt zich de vestiging Diemen van Hogeschool Inholland op loopafstand.
Het ontwerp van de stations aan de Oostlijn was in handen van Sier van Rhijn en Ben Spängberg van de Dienst der Publieke Werken van Amsterdam. Het station is genoemd naar de nabijgelegen Verrijn Stuartweg, die weer vernoemd is naar Coenraad Alexander Verrijn Stuart. De ingang van het station is verwerkt in het landhoofd van brug 1609 met een Amsterdams brugnummer, maar dus gelegen in Diemen.
In het kader van de opening van de Noord/Zuidlijn in 2018 werd het station opgeknapt en kreeg het in de stationshal/verdeelruimte een nieuw naambord.

## Kunst
Rondom het metrostation zijn drie uitingen van kunst in de openbare ruimte te vinden:
- op het perron staat een titelloos beeld van Jos Wong; ook wel Molentjes genoemd.
- bij de verdeelruimte bij de ingang is er mozaïek van gekleurde glasplaten te zien, vermoedelijk van Rolf Adel
- het naambord bestaat sinds 2018 uit tegels gemaakt door Koninklijke Tichelaar Makkum met typografie van René Knip

## Afbeeldingen

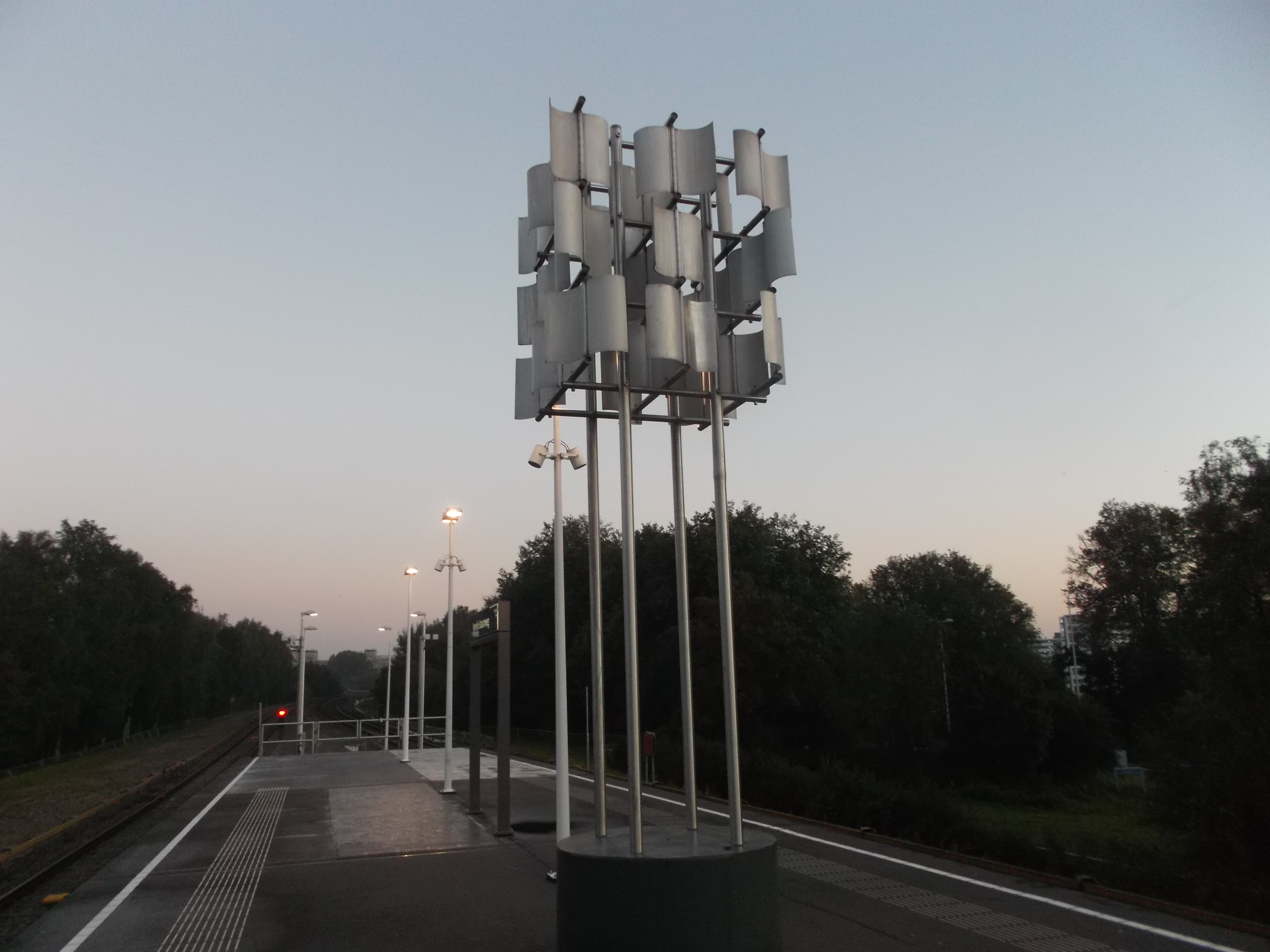
Kunstwerk van Jos Wong Lun Hing uit 1980, genomen op 15 oktober 2016
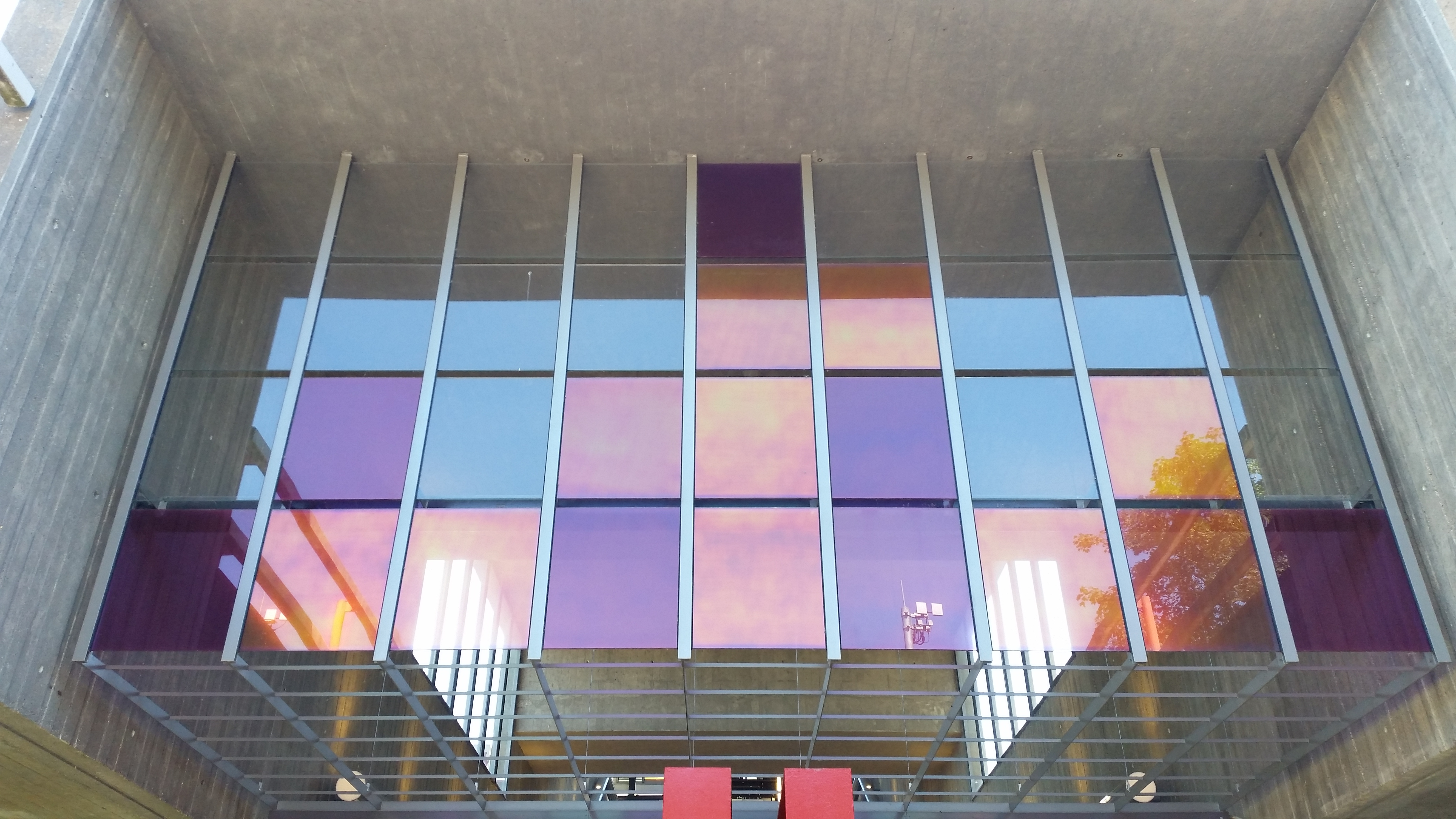
Glaskunstwerk (augustus 2020)
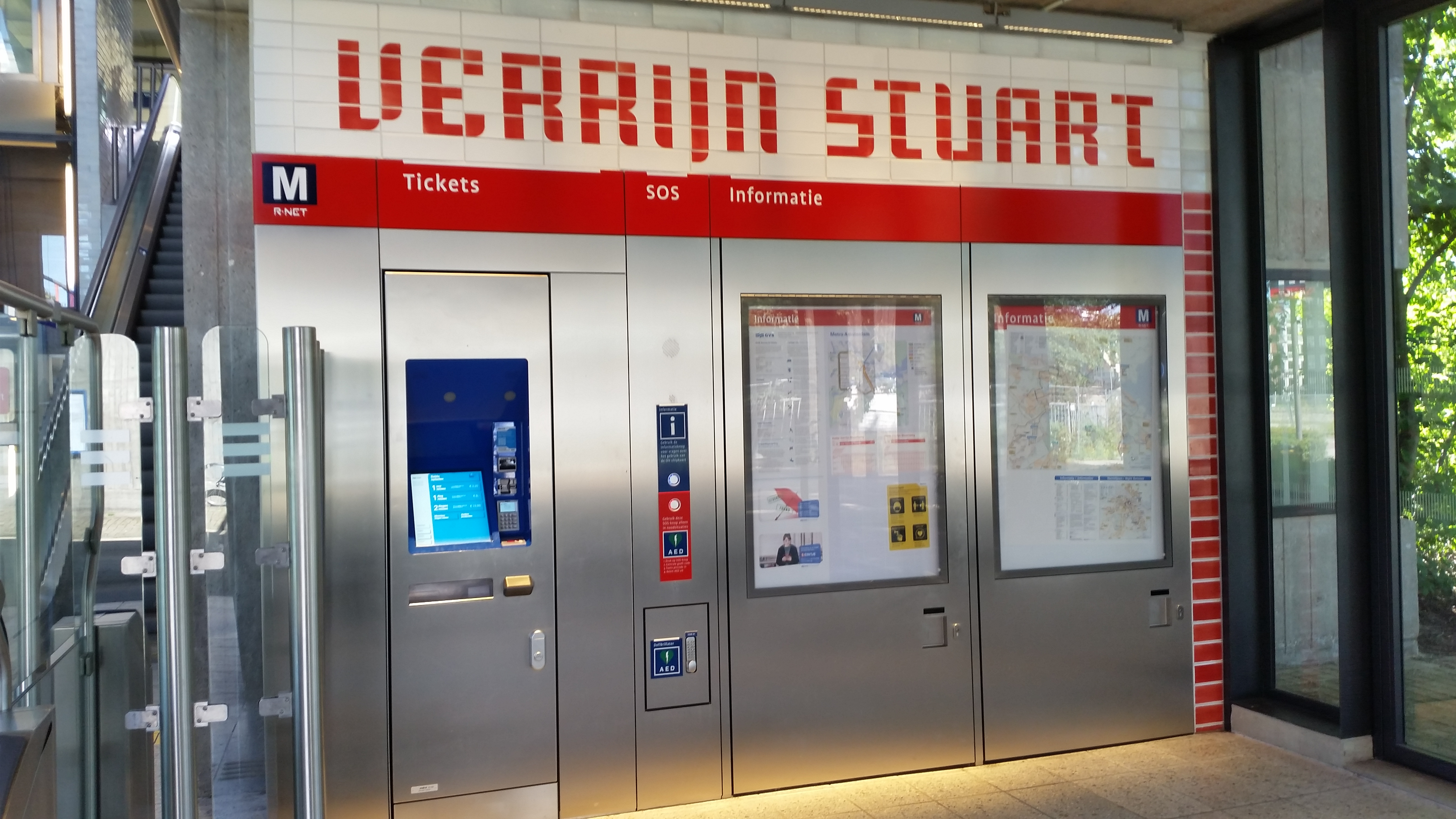
Naambord van Tichelaar en Knip (augustus 2020)
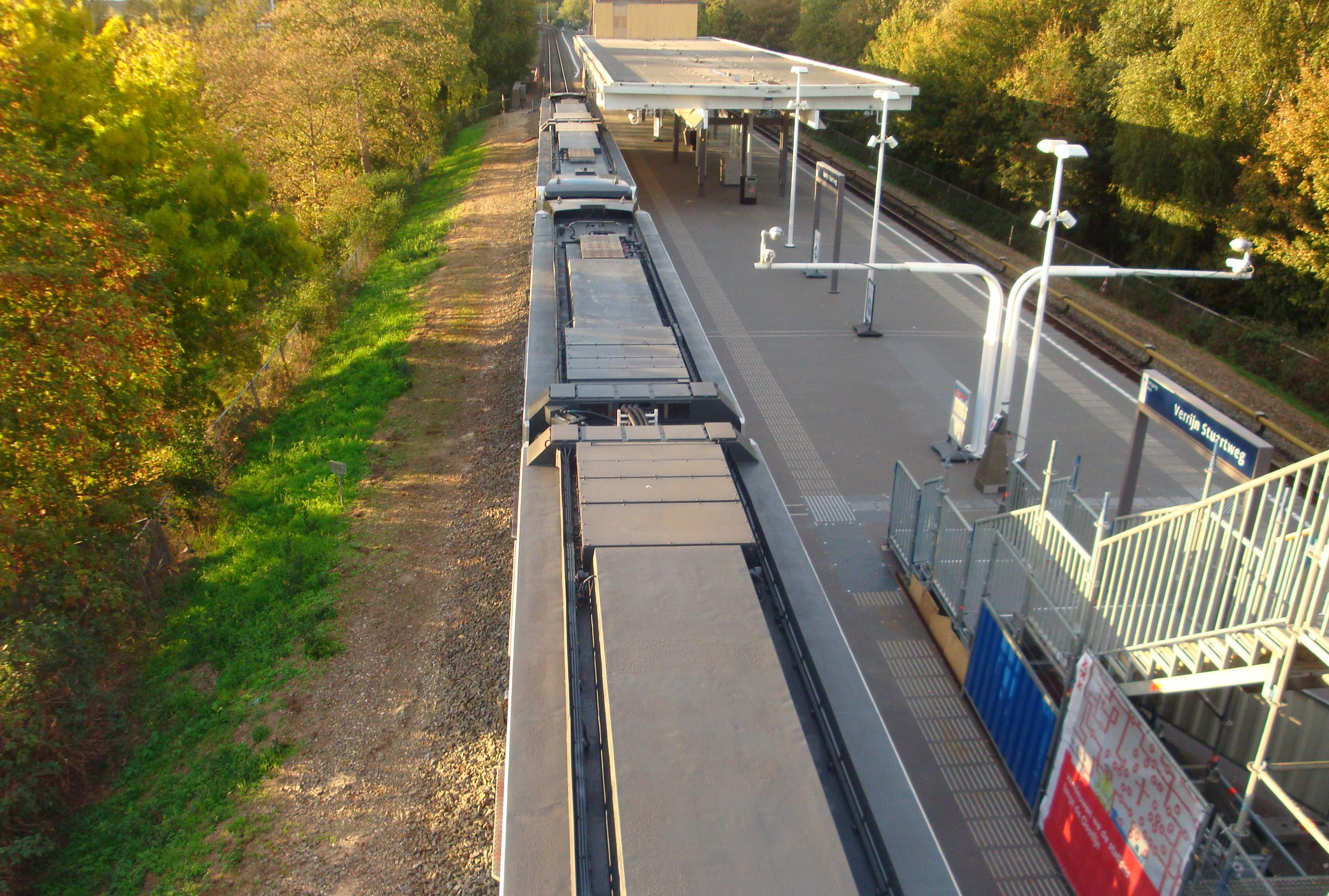
Metro 53 vanaf tijdelijke loopbrug vanwege werkzaamheden, najaar 2018
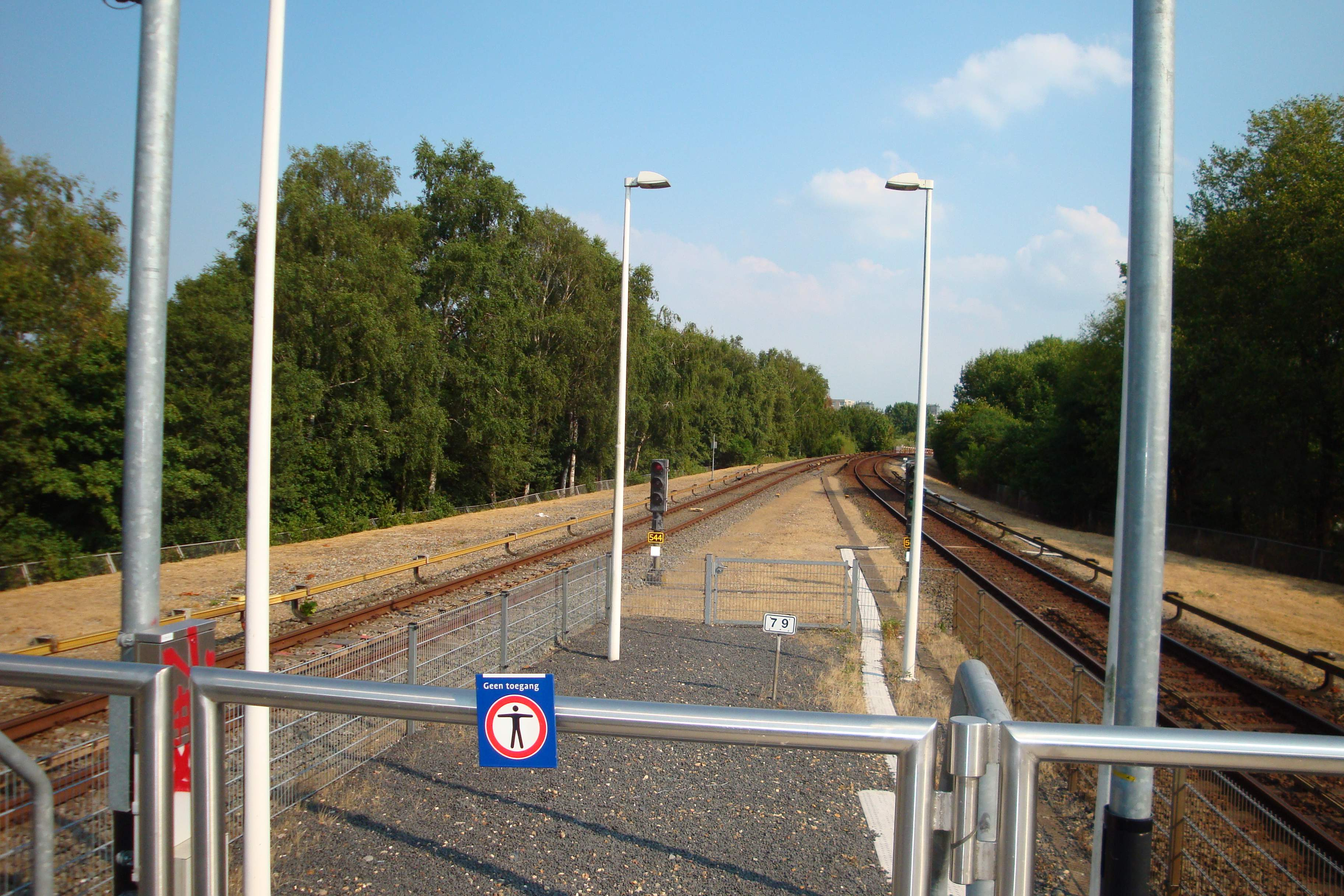
Zuideinde van het station

Centraal Station (NS) ·
Nieuwmarkt ·
Waterlooplein ·
Weesperplein ·
Wibautstraat ·
Amstelstation (NS) ·
Spaklerweg ·
Van der Madeweg ·
Venserpolder ·
Station Diemen Zuid (NS) ·
Verrijn Stuartweg ·
Ganzenhoef ·
Kraaiennest ·
Gaasperplas